# Maggie Kuhn
Margaret Eliza "Maggie" Kuhn, née le 3 août 1905 à Buffalo et morte le 22 avril 1995 à Philadelphie, est une militante américaine.

## Biographie
Maggie Kuhn naît le 3 août 1905 à Buffalo. Elle est la fille de Samuel Frederick Kuhn, directeur adjoint de la Bradstreet Company et de Minnie Louise Kooman Kuhn.
Elle est élevée dans le Nord afin de ne pas être exposée à la ségrégation raciale que ses parents du Sud ont connu. Sa famille est installée à Cleveland dans l'Ohio, où elle est diplômée de la West High School en 1922.
En 1926 elle obtient un B. A. d'anglais, au Flora Stone Mather College de l'Université Case Western Reserve. Elle travaille ensuite comme rédactrice en chef des publications pour la branche new-yorkaise de la YWCA.
Elle est cofondatrice des Gray Panthers, un mouvement de défense des personnes du troisième âge.
Maggie Kuhn exprime souvent l'espoir de mourir avant ses 90 ans, et son vœu est exaucé le 22 avril 1995 à Philadelphie, lorsqu'elle s'éteint dans son sommeil à l'âge de 89 ans.